# Kota Agung (Uram Jaya)
Kota Agung is een bestuurslaag in het regentschap Lebong van de provincie Bengkulu, Indonesië. Kota Agung telt 1161 inwoners (volkstelling 2010).